# Frau mit Kinderwagen
Frau mit Kinderwagen  (frz. Femme à la voiture d’enfant) ist eine figurale Skulptur aus dem Jahre 1950 von Pablo Picasso. Sie hat die Maße 203 × 145 × 61 cm und ist im Museum Ludwig in Köln ausgestellt. Es ist die erste Gruppenplastik von Pablo Picasso mit Assemblage-Charakter, in der er „empfundene Weiblichkeit zeichnet, dass den aufmerksamen Betrachter … zu faszinieren und zu verstören vermag.“ Die Bronze zu dieser Skulptur befindet sich mit dem Namen Femme avec poussette d’enfant im Musée Picasso in Paris.

## Beschreibung
Beide Teile der Gruppe sind aus unterschiedlichen Fundteilen mit Gips verbunden. Die Frau trägt Stöckelschuhe aus Holz. Bei einem Schuh sind zwei ausgearbeitete große Zehen sichtbar. Darüber befindet sich eine strukturierte nach außen gewölbte Keramikplatte, die an ein Kleid erinnert. Der Rumpf der Figur wird aus einer ornamentierten gusseisernen Ofenplatte gebildet, die an Stickereien einer Bluse erinnern. Die Brüste bilden in Gips eingelassene Kuchenformen, die auf einem hochrechteckigen Brett oberhalb der Ofenplatte als überlanger Hals aufsitzen. Darauf sitzt ein kleiner halbkugelförmiger Kopf mit Linien und Punkten als Gesicht, ebenfalls aus Gips geformt.
Die Arme und Schultern sind aus Gips modelliert und setzen deutlich unterhalb der Brüste an. Dadurch entsteht eine besonders langgezogene Proportionalität der Figur. Die Arme enden in krallenartigen Händen, die aus Holz bzw. Tonofen-Temperaturanzeige-Steinen bestehen.
Von der Rückseite wurde die gewölbte Keramikplatte mit Gips unregelmäßig gefüllt. Dabei bleibt die Ofenplatte teilweise sichtbar. Vom Kopf ausgehende Metallketten bilden durch ihr Muster eine Braids ähnliche Frisur. Diese geflochtenen Zöpfe werden von zwei Metalldrähten gleich eines Haarbandes umspannt.
Der Kinderwagen besteht im Wesentlichen nur aus einem Gerüst. Ein Rad ist als Sieb identifizierbar.
Das Kleinkind wird aus verschiedenen Tonscherben, die wiederum mit Gips verbunden sind, gebildet. Ebenso wie bei der Frau erkennt man ein Gesicht durch eine Mundlinie und zwei Augenpunkten.

## Deutung
Es liegen mehrere unterschiedliche Deutungsansätze in der Literatur vor. Dabei gehen alle davon aus, dass die unterschiedlichen Strukturen z. B. der Ofenplatte bzw. die Keramikteile als Muster für Kleidung gesehen werden. Auch beim Kinderwagen gibt es Übereinstimmungen.
Der Kinderwagen wird als leicht verfremdet übernommene Realität (durch ein Sieb als Rad) in der Gruppenskulptur gesehen.
Auffallend ist die raumzeichnerische Struktur des Kinderwagens mit seiner fast zeichnerisch umführenden Linie. Die fließende Bewegung der Lehnen und natürlich auch das Kind selbst, nehmen diese Bewegungen auf. Die O-Beine bzw. die spitzenbesetzte Krempe des Sonnenhütchens bilden einige humorvolle Details.
Im Gegensatz dazu wird die Frauengestalt differenzierter gesehen.
Picasso gestaltet mit unterschiedlichen Strukturen eine Form. Dadurch werden Oberflächenreize sichtbar. Das Übernehmen der Strukturen aus den Fundstücken bestimmt sein Suchen nach diesen Fundstücken.
„Picasso hat nicht beliebige, ihm gerade in die Hände fallende Gegenstände … zusammengefügt. Vielmehr las er auf seinen Streifzügen Gegenstände auf, die seiner Prädisposition entgegenkamen.“
Der Verfremdungsaspekt wird durch das Abgießen dieser Skulpturen zu einer Bronze weitergeführt. Zudem war die Bronzeskulptur zur Bemalung vorgesehen.
Picasso hat Françoise Gilot (Lebensgefährtin von 1943 bis 1953 und Mutter von Claude und Paloma) selbst erklärt, dass eine der Strategien des Kubismus nicht das Trompe-l’œil (betrügen des Auges)- die Augenträuschung ist, sondern es geht um Trompe-l’Esprit, (betrügen des Geistes) um die Irritation des Denkens.
Anders ausgedrückt, es geht um visuelle Trug-Wahrnehmungen oder um massive Irritationen durch real wirkende Bilder einer unwirklichen Wirklichkeit.
„Für Picasso spielten inhaltliche Implikationen keine Rolle; er war am Kombinationsspiel der verschiedenen Objekte interessiert, wie auch die Verwendung gleicher Gegenstände in anderem Zusammenhang zeigt.“
André Malraux, ein mit Picasso befreundeter Schriftsteller, fand diese Figur nach dem Tod Picassos in einem Abstellraum.
Ein Arm war abgebrochen und ein Arm nach vorne gestreckt. Infolge ihrer eigenwilligen anatomischen und proportionalen Verhältnisse interpretiert er die Brüste als Insektenaugen und den langgezogenen Kopf als orientalisch anmutenden Kopfschmuck.
Die französische Kunsthistorikerin Marie-Laure Bernadac sieht in der Skulptur hingegen die Darstellung von Françoise Gilot und Sohn Claude als alltägliche Szene und gleichzeitig ist diese doch grotesk anmutende Szene für sie auch ein monumentales Bild der Mutterschaft.
Der Kunsthistoriker Peter Lodermeyer stellt in diesem Zusammenhang eine andere Gedankenbrücke her. Er verweist darauf, dass Françoise Gilot in ihren Erinnerungen Leben mit Picasso über ihre Spannungen und Zerwürfnisse mit Picasso in dieser Zeit berichtete.
„Mitten in dieser Zeit der Entfremdung entstand die Frau mit Kinderwagen, was es nahelegt anzunehmen, daß Picasso, indem er die Figur der Mutter mit den gegensätzlichen Merkmalen der Idealisierung des Mütterlichen und der Denunziation des Weiblichen als Todesfiguration ausstattet, hier auch seine biographische Situation verarbeitete“.

## Provenienz
- ohne Datum, Sammlung Marina Picasso
- ohne Datum, Galerie Jan Krugier, Genf
- bis 27. Juni 1994, Peter Ludwig und Irene Ludwig, Aachen
- 1986 bis 27. Juni 1994, Museum Ludwig, Köln (Leihgabe seit 1986)[11]